# Gota de Sangue
"Gota de Sangue" é uma canção de MPB composta pela cantora e compositora Angela Ro Ro e lançada em novembro de 1979 pela cantora Maria Bethânia no seu famoso álbum Mel. Em dezembro do mesmo ano, a canção, que já fazia sucesso na voz de Bethânia, foi gravada também pela compositora em seu primeiro disco.

## Informações
Em 1979, Angela Ro Ro, enquanto preparava seu álbum de estreia, já começava a ter composições suas gravadas por outros artistas. "Não Há Cabeça" fora lançada pela cantora, também estreante, Marina Lima, no disco Simples como Fogo e com ela entrou na trilha sonora da novela Malu Mulher, exibida pela Rede Globo.
Paulinho Lima, produtor do primeiro álbum de Angela Ro Ro, foi quem entregou a canção "Gota de Sangue" à cantora Maria Bethânia, que preparava seu álbum de 1979. Bethânia, que colhia os frutos do seu bem sucedido álbum Álibi do ano anterior, logo, estava na turnê de divulgação dele, cantando "Gota de Sangue" e "Renúncia" (também de Ângela).
Em pouco tempo Angela Ro Ro encontrou-se com nos estúdios da Polygram com Bethânia, uma de suas grandes ídolas, para que ela mesma tocasse o piano na gravação. Angela admitiu que, na ocasião, estava muito nervosa, tremendo bastante e não acertando o pedal do piano. Era uma emoção muito grande ter, na cabine ao lado da sua, Bethânia interpretando sua canção. A gravação, dessa maneira, ao vivo, foi incluída no álbum Mel (lançado em novembro), sendo a canção que fechava o lado A do LP. Como as outras faixas do disco, "Gota de Sangue" foi um sucesso.
Em dezembro do mesmo ano, Ângela incluia a canção, assim como "Não Há Cabeça", em seu álbum de estreia, considerado antológico pela crítica musical. A sua versão de "Gota de Sangue", assim como a de Bethânia, conta com o acompanhamento apenas do piano, tocado porém pelo compositor Antonio Adolfo. A outra diferença é que Ângela canta duas vezes o último verso da canção ("Beba comigo a gota de sangue final"). Quanto a faixa "Renúncia", cantada na turnê "Álibi", foi gravada somente por Ângela no seu segundo álbum Só Nos Resta Viver.